# Лавиці
Лавиці (пол. Ławice, нім. Hansdorf) — село в Польщі, у гміні Ілава Ілавського повіту Вармінсько-Мазурського воєводства.
Населення — 266 осіб (2011).

## Демографія
Демографічна структура станом на 31 березня 2011 року:
|          | Загалом | Допрацездатний вік | Працездатний вік | Постпрацездатний вік |
| -------- | ------- | ------------------ | ---------------- | -------------------- |
| Чоловіки | 144     | 42                 | 86               | 16                   |
| Жінки    | 122     | 37                 | 60               | 25                   |
| Разом    | 266     | 79                 | 146              | 41                   |